# Manfred Züfle
Manfred Züfle (* 30. Juni 1936 in Baar, Kanton Zug, Schweiz; † 29. März 2007 in Zürich) war ein Schweizer Publizist und Schriftsteller.

## Leben
Züfle wuchs im Kanton Zug auf. Nach Studien in Zürich, Tübingen, Nottingham, London und Aix-en-Provence wurde er Assistent bei Emil Staiger in Zürich. Er promovierte 1967 zum Dr. phil. I mit einer Dissertation über die Sprache von Hegel.
Seine Unterrichtstätigkeit beinhaltete zunächst Deutsch für Gastarbeiter an der Gewerbeschule der Stadt Zürich, später war er Deutsch- und Philosophielehrer an den zürcherischen Mittelschulen, der Töchterschule und der Kantonsschule. Er gab ausserdem Kurse an Volkshochschulen und hielt Vorlesungen an der Universität Fribourg, der Universität Bern und  der Universität in Cochabamba (Bolivien).
Im Sommer 1982 erfolgte sein Austritt aus dem Schuldienst mit dem Titel eines Professors der Kantonsschule Zürich. Züfle war später noch Lernbegleiter an der höheren Fachschule für sozio-kulturelle Animation (HFSSKA). Er war im Wesentlichen aber seit 1982 freier Schriftsteller und Publizist sowie Mitglied der Gruppe Olten, die er von 1991 bis 1995 auch präsidierte. Seit 1982 veröffentlichte er mehrere Theaterstücke, Romane, Erzählungen, Gedichtbände und Essaysammlungen und war darüber hinaus publizistisch auch in verschiedenen Printmedien und am Radio (Satiren für die Sendung Faktenordner von Radio DRS) tätig.
Während vier Jahren war er Gemeinderat in Dietikon, dort Mitglied der Geschäftsprüfungskommission. Sein Engagement galt insbesondere der Kultur-, Schul- und vor allem der Jugendpolitik. In der Bundespolitik war Züfle vor allem in der Armeekritik (Gruppe für eine Schweiz ohne Armee) und in der Asyl- und Migrationspolitik engagiert. Er war Vorstandsmitglied von Solidarité sans frontières.
Züfle wohnte in Zürich. Er war seit dem 14. Juli 1960 verheiratet mit Astrid Renggli († 1982) und hatte mit ihr zwei Kinder.
Nach längerer, schwerer Krankheit starb Züfle am Morgen des 29. März 2007 im Alter von 70 Jahren in einem Zürcher Spital. In seinem Nachlass sollen (laut Aussage seines Verlegers im Nachruf vom 2. April) vier praktisch vollendete Buchmanuskripte liegen.

## Werke

### Originalausgaben
- Der Christ auf der Bühne (zus. mit Hans Urs von Balthasar), Benziger (Offene Wege 4/5), Einsiedeln 1967.
- Prosa der Welt. Die Sprache Hegels. Diss. Phil. 1967, Johannes-Verlag (Horizonte, N.R. 1), Einsiedeln o. J. (1968).
- Theater als Ärgernis? (als Mitautor), Kösel (Münchener Akademieschriften 48), München 1969.
- Mensch gesucht, z. B. Jesus. Meditationen zur nachchristlichen Literatur, KBW-Verlag, Stuttgart 1972.
- Die Götter hocken am Quai. Gedichte, Reflexe und Verfahren, Agora (Erato-Druck 15), Darmstadt 1977.
- mit Hansjörg Schertenleib, Jürgen Stelling: Diese Stadt da, in: Zeitzünder 2. Drei Gedichtbände in einem. Orte, Zürich 1981, ISBN 978-3-85830-015-7.
- mit Jürgmeier: Paranoia-City oder Zürich ist überall. Rowohlt (rororo-Panther 4979), Reinbek bei Hamburg 1982.
- Der Herr der Lage? Kantate für Chor und Stimmen. Für eine Musik von Mani Planzer, Pendo, Zürich 1982.
- Der Löwe im Kloster. Geschichten aus Europa, Pendo, Zürich 1984.
- Astrid. Tagebuch einer Trauer, Pendo, Zürich 1984.
- Kellergeschichten. Roman eines Hochhauses, Pendo, Zürich 1985.
- Die verschwundene Geschichte. Noch ein Pamphlet um die PC-7 und damit zusammenhängende Gegenstände wie Bundesrat, Waffen, Export und ähnliches, ARW (Arbeitsgemeinschaft für Rüstungskontrolle und ein Waffenausfuhrverbot), Basel 1986.
- Zug, wie ich dich liebe. Das Stück, die Erzählung, Dokumente, Rotpunktverlag, Zürich 1989.
- Der Scheinputsch. Roman, Rotpunktverlag, Zürich 1989, ISBN 978-3-85869-060-9.
- Zwielichter. Gedichte, Z-Verlag, Basel 1989, ISBN 978-3-85990-094-3.
- Hast noch Söhne ja. Schweizergeschichte – jugendfrei? Hrsg.: Fachklasse für Grafik Zürich FG2 1990, Pro Juventute, Zürich 1991, ISBN 978-3-85990-007-3.
- Der bretonische Turm. Essays zur Macht- und Kulturkritik. Hrsg.: Stefan Howald, Argument, Berlin/Hamburg 1998, ISBN 978-3-88619-257-1.
  - Als Taschenbuch (mit dem Untertitel Essays zur Kulturkritik): Edition 8, Zürich 2003, ISBN 978-3-85990-047-9.
- Ranft. Erzählung und Erzählung der Erzählungen. NZN (heute beim TVZ), Zürich 1998, ISBN 978-3-290-20008-4.
- Eines natürlichen Todes. Erzählungen und Geschichten. Hrsg.: Stefan Howald, Edition 8, Zürich 2003, ISBN 978-3-85990-046-2.
- mit Anni Lanz: Die Fremdmacher. Widerstand gegen die schweizerische Asyl- und Migrationspolitik. Zum Jubiläum von Solidarité sans Frontières (sosf). Edition 8, Zürich 2006, ISBN 978-3-85990-090-5.
- Apokalypse und später. Zwischenräume, Pano, Zürich 2006, ISBN 978-3-907576-90-8.

### Als Herausgeber
- mit Peter Bichsel, Niklaus Meienberg: Die Zürcher Unruhe. Analysen, Reportagen, Berichte. Orte, Zürich 1981, ISBN 978-3-85830-016-4.
- Nicht mit Schafen und eigenem Korn. Eine Lerngruppe zwischen Schule und Widerstand 1982–1985. (Autonome Lerngruppe ALG), Basel 1988.
- Handeln – Zwischen – Räumen. Von soziokultureller Animation und der Vergangenheit einer Schule. Hrsg. im Auftrag des Vereins Höhere Fachschule für Soziokulturelle Animation, Interact, Luzern 2004, ISBN 978-3-906413-23-5.

### Theaterstücke
- Nacht ein für allemal, Zürich 1969
- Wortzirkus, Zürich 1971
- Monodrama, Zürich 1971
- Mordnacht, Luzern 1974
- Ja oder nein zum Vogelturm, Solothurn 1975
- Schliesslich wird auch in kleinen Städten gestorben, Solothurn 1980
- Weitergeräubert, Solothurn 1982
- Der Herr der Lage, Zürich 1982
- Hans im Loch, Solothurn 1983
- Der Jogger und der Heilige, Luzern 1984
- Im Herbst schreien die Krähen anders, Solothurn 1985
- Die Werbung oder Margarete oder der schwarze Toni, unpubliziert, 1987[3]